# Calloconophora unguicauda
Calloconophora unguicauda är en insektsart som beskrevs av Dietrich. Calloconophora unguicauda ingår i släktet Calloconophora och familjen hornstritar. Inga underarter finns listade i Catalogue of Life.